# 大叶南苏
大叶南苏（学名：Rhaphidophora peepla）为天南星科崖角藤属的植物。分布于印度东北部、缅甸、锡金、加里曼丹岛、老挝、柬埔寨、泰国以及中国大陆的云南西北部等地，生长于海拔1,800米至2,800米的地区，常生长在山坡庙宇林的树干、沟谷常绿阔叶林或石崖上，目前尚未由人工引种栽培。

## 别名
金竹标（云南通海） 青竹标（云南玉溪） 小过山龙、爬树龙（云南元江） 过江龙、爬山虎、小南苏（云南） 万年青（云南江川）